# Щегляев, Владимир Сергеевич
Владимир Сергеевич Щегляев (1857—1919) — российский физик.

## Биография
Родился 23 марта (4 апреля) 1857 года в семье потомственного почётного гражданина купца С. И. Щегляева (1827—1905). Сергей Иванович Щегляев после окончания с отличием курса в коммерческом училище получил степень кандидата коммерции. Длительное время служил у Нечаева-Мальцова, сначала помощником управляющего, а затем, более двух десятков лет, главным управляющим. Приобрёл бывшее имение помещиков Языковых в сельце Варварино Судогодского уезда, где устроил маслобойню и стекольный завод, оснастив их паровыми машинами. В Москве — «на Каланчёвке, неподалеку от Николаевского вокзала», по свидетельству мемуаристов, имел «богатый помещичий дом». У него родилось три сына: Владимир, Николай (умер 31 июля 1895 года, 33-х лет), Иван. 
В 1880 году по окончании курса на физико-математическом факультете Московского университета, где в то время лекции по физике читал Столетов, был оставлен при кафедре физики. Его студенческое сочинение «Распределение стационарных электрических токов в проводниках двух и трёх измерений» было отмечено золотой медалью. В 1884 году стажировался у А. Кундта в Страсбургском университете. 
В 1885 году защитил в Московском университете диссертацию на степень магистра физики «Электромагнитное вращение плоскости поляризации света в хлорном железе (Fe2Cl6)». С января 1886 года — приват-доцент математической физики в Московском университете и, одновременно — с октября 1886 года — профессор опытной физики в Императорском московском техническом училище (ИМТУ) и до 1914 года — заведующий кафедрой общей и прикладной физики в нём. По его инициативе в 1886 году в училище была организована физическая лаборатория; в 1894 году им был расширен физический практикум, особенно в области электрических явлений. Планировалось ввести в учебное расписание электротехнику. Но для реализации этого курса не хватало помещений и оборудования и поэтому в 1897 году было принято решение о создании физико-электротехнического института (ФЭТИ) и строительстве для него отдельного здания на территории ИМТУ. ФЭТИ, директором которого стал Щегляев, был открыт в 1902 году. В 1904 году на базе лаборатории физики была организована электротехническая лаборатория, которая стала базой Государственного экспериментального электротехнического института (ГЭЭИ), переименованного в 1927 году во Всесоюзный электротехнический институт (ВЭИ).
Щегляев возглавлял также физический отдел Политехнического музея. В составе русской делегации принимал участие в I Международном конгрессе физиков, состоявшегося в 1900 году в Париже, во время Всемирной международной выставки. 
Занимался исследованиями электрических колебаний, изучал распространение электрических волн в жидкостях и твердых телах, изучением трубок Крукса, изучал влияние магнитного поля на электрический ток и т. п. Автор курса лекций по электричеству и магнетизму (1904—1905).
Умер 25 февраля 1919 года в возрасте 62 года. В некрологе было указано, что скончался он «окруженный крайней степенью материальной нужды, бедности и горя». Был похоронен на кладбище московского Новоалексеевского монастыря. Там же находились могилы и других Щегляевых: отца, брата Николая, Алексея Ивановича (ум. 22.06.1880; брат отца?), Анны (ум. 29 сентября 1870; московская купеческая дочь, девица), жён потомственных почетных граждан — Марии Михайловны (ум. 26.11.1900, 30-ти лет) и Надежды Васильевны (ум. 27.08.1898).
Его сын, Андрей Владимирович Щегляев (1902—1970), учёный-теплоэнергетик, доктор технических наук, профессор, член-корреспондент АН СССР. 